# 八月瓜
八月瓜（学名：Stauntonia latifolia），又名八月炸，为木通科野木瓜属下的一种植物。